# Achada Ponta (Santa Catarina)
Achada Ponta es una localidad caboverdiana del municipio de Santa Catarina.

## Geografía
La localidad está situada en la isla de Santiago.

## Organización territorial
La localidad abarca los lugares y barrios de:
- Achada Ponta
- Ponta